# Хейли, Эндрю Галлахер
Эндрю Галлахер Хейли (англ. Andrew Gallagher Haley, 19 ноября 1904, Такома, Вашингтон — 11 июля 1966) — американский юрист.
Стал известен как первый в мире специалист в области космического права. Хейли придумал термин Метаправо (англ. Metalaw), который относится к области юриспруденции, тесно связанной с научным поиском внеземного разума (SETI).

## Биография
В 1928 году Хейли получил степень бакалавра права на юридическом факультете Джорджтаунского университета, а затем — бакалавра искусств в Университете Джорджа Вашингтона.
На заре создания реактивной техники ведущие специалисты, в том числе Теодор фон Карман, решили создать Aerojet Corporation, чтобы обеспечить бизнес-структуру для своей деятельности. Когда в 1942 году фон Карман обратился к Хейли с просьбой помочь в этой работе, тот сказал, что занят рассмотрением дела в Федеральной энергетической комиссии. В качестве «вознаграждения за услугу» команда фон Кармана представила доказательства, чтобы выиграть дело Хейли в Комиссии, и Хейли отправился в Калифорнию, чтобы составить учредительный договор.
Когда финансирование со стороны военно-воздушных сил (ВВС) было прервано, генерал Бенджамин Чидлоу сказал Карману: «Найдите кого-нибудь, кто знает что-нибудь о ведении дел с Вашингтоном, и отправьте его сюда». Знания Хейли в сфере бизнеса и юридическая подготовка сделали его подходящим человеком. Но он был сотрудником отдела по военным делам Корпуса генерального судьи-адвоката ВВС США. Теодор Карман дошёл по служебной лестнице до генерала Генри Арнольда, который уволил Хейли на гражданскую службу в Aerojet.
26 августа 1942 года Хейли стал вторым президентом Areojet. Он оказался выдающимся администратором и держал организацию со всей смелостью и мужеством. Иногда он даже отправлял рукописные письма руководству военно-морского флота с напоминанием об авансах на выплату зарплаты.
Aerojet быстро расширялась, но нуждалась в капитале, поэтому Хейли связался с Уильямом Ф. О’Нилом, президентом компании «General Tire» и её вице-президентом Дэном А. Кимбаллом. Была предложена кредитная линия, и в январе 1945 года «General Tire» выкупила половину акций Aerojet. Затем, с оказанием давления на оставшихся акционеров, включая Хейли и Кармана, ею же в 1953 году были выкуплены и остальные акции.
Хейли покинул Aerojet, чтобы стать советником комитета Сената США, который изучал экономические перспективы аэрокосмической промышленности. Позже он вернулся к юридической практике в сфере радио. Однако он никогда не терял своего интереса к ракетной технике, стал ведущей фигурой в Международной астронавтической федерации и широко известен как первый в стране «космический юрист», посвятивший себя, среди прочего, разработке руководящих принципов для предполагаемых претензий на Луну.
В 1963 году Эпплтон-Сенчури-Крофтс опубликовал «Космический закон и правительство» Хейли. Линдон Джонсон (тогда вице-президент), Карл Альберт и Джордж П. Миллер написали предисловие к книге. Хейли признал «аналитические способности мистера Крейна и его непревзойденную способность быстро собирать исходный материал» (стр. XV). В главах книги рассматривались перспективы и проблемы космоса, традиционные основы международного права, национальное согласие на полёт, пределы национального суверенитета, суверенитет над небесными телами, правила использования космических аппаратов, космическая связь, ответственность за личный и имущественный ущерб, космическая медицинская юриспруденция, межправительственная практика, государственные и неправительственные организации. Обзоры были опубликованы Аланом В. Вашберном в Американском журнале истории права и Кэролом К. Кристолом в Обзоре законодательства Южной Калифорнии (оба в 1964 году), Стивеном Э. Дойлом в Юридическом журнале Дьюка (1965) и Л.Ф.Е. Голди в Джорджтаунский юридический журнал (1966).
В своей автобиографии 1967 года Карман рассказывает о своей поездке в Москву, где он встретился с Иваном Бардиным. В то время он не знал о развитии ракетной техники в СССР и только по любезности Хейли позже он был осведомлён об этом:
«Мой друг, космический юрист Эндрю Г. Хейли, который любит исследовать исторические вопросы в качестве хобби, позже сказал мне, что, вероятно, русские, а не немцы, как обычно считают, основали первое ракетное общество в мире. По крайней мере, в Москве уже в 1924 году была группа межпланетных сообщений, а три года спустя, когда немцы основали своё первое ракетное общество, русские были хозяевами первой Международной выставки космической навигации. С 1928 года в течение следующих четырёх лет профессор Николай Рынин опубликовал девятитомную энциклопедию под названием „Межпланетные сообщения“. Это было первое авторитетное резюме знаний человека о космических путешествиях».
Хейли вместе со своим другом и коллегой Эрнстом Фазаном сыграл важную роль в создании Международной академии астронавтики и Международного института космического права.
Умер в 1966 году.